# بنانا یوشیموتو
بنانا یوشیموتو (به ژاپنی: 吉本ばなな) (متولد ۲۴ ژوئیه ۱۹۶۴)، نام مستعار نویسندهٔ ژاپنی، ماهوکو یوشیموتو است.

## شیوهٔ نوشتن
یوشیموتو می‌گوید پرداختن به مسائل نسل جوان معاصر ژاپن و تجربیات تلخی که در زندگی با آن‌ها مواجه هستند از تم‌های اصلی کتاب‌هایش است.

## جوایز
- جایزهٔ سیلور ماسک
- جایزهٔ یاماموتو شوگورو برای کتاب خداحافظ تسوگومی Goodbye Tsugumi
- جایزهٔ هنرمندان جدید برای کتاب آش‍‍‍پزخانه Kitchen